# NGC 5829
NGC 5829 este o interacțiune de galaxii situată în constelația Boarul. A fost descoperită în 11 mai 1882 de către Édouard Stephan⁠(d). Se află la o distanță de 45,5 de megaparseci de Pământ.